# 뉴스파노라마 (KBS-TV)
《뉴스파노라마》는 대한민국 KBS-TV에서 매일 아침 7시에 방송되었던 서울중앙방송국의 아침 뉴스쇼 프로그램이다.

## 개요
- 1970년 4월 13일부터 평일 아침 7시에 뉴스와 화제로 신설되어 40분간 방송되었다. 그러다가 1970년 6월 29일부터 오늘의 화제로 명칭이 변경되어 시사교양 프로그램으로 전환되었다가 1971년 8월 30일부터 현재의 명칭으로 변경되어 1시간으로 연장, 뉴스쇼로 확대 개편되었다. 그러다가 1972년 10월 27일에 오일쇼크로 인해 종영되었다.

## 방송 시간
| 방송 채널 | 방송 기간                          | 방송 시간                       |
| --------- | ---------------------------------- | ------------------------------- |
| KBS-TV    | 1970년 4월 13일 ~ 1971년 8월 29일  | 매일 아침 7시 ~ 7시 40분 (40분) |
| KBS-TV    | 1971년 8월 30일 ~ 1972년 10월 29일 | 매일 아침 7시 ~ 8시 (1시간)     |

## 타이틀 변천사
| 기수 | 타이틀       | 방송 기간                          |
| ---- | ------------ | ---------------------------------- |
| 1기  | 뉴스와 화제  | 1970년 4월 13일 ~ 1970년 6월 26일  |
| 2기  | 오늘의 화제  | 1970년 6월 29일 ~ 1971년 8월 27일  |
| 3기  | 뉴스파노라마 | 1971년 8월 30일 ~ 1972년 10월 27일 |

## 같이 보기
- KBS 뉴스광장